# 可判定性問題
可判定性問題（德語：Entscheidungsproblem，意為「決策問題」）是數學和計算機科學中的一個基本問題，由德國數學家大衛·希爾伯特]和威廉·阿克曼於1928年提出。此問題為是否存在一個通用的方法，能在有限步驟內，判定一個數學命題的真假。

## 语言的可判定性
一个语言{\displaystyle L}，是一个集合，且其补集为{\displaystyle {\overline {L}}} 。

当{\displaystyle L}是图灵机可识别时，语言{\displaystyle L}则称为半可判定。

当语言{\displaystyle L}不是图灵机可识别，则为不可判定语言。

当且仅当{\displaystyle L}和{\displaystyle {\bar {L}}}都是图灵机可识别的时候，L才能称为可判定语言。

## 一般意义上的可判定性
指一个询问真 / 假的问题是否可被回答。若不论一个问题答案为真或为假时均能得出该答案，则称这个问题、或解决该问题时所用的算法为可判定的；若只能在答案为真时得出、但在答案为假时不能做出判断，那么称为半可判定的；若根本不能得出为真或为假的结论，那么称为不可判定的。